# Festival du cinéma de Brive
 (décembre 2019).
Si vous disposez d'ouvrages ou d'articles de référence ou si vous connaissez des sites web de qualité traitant du thème abordé ici, merci de compléter l'article en donnant les références utiles à sa vérifiabilité et en les liant à la section « Notes et références ».

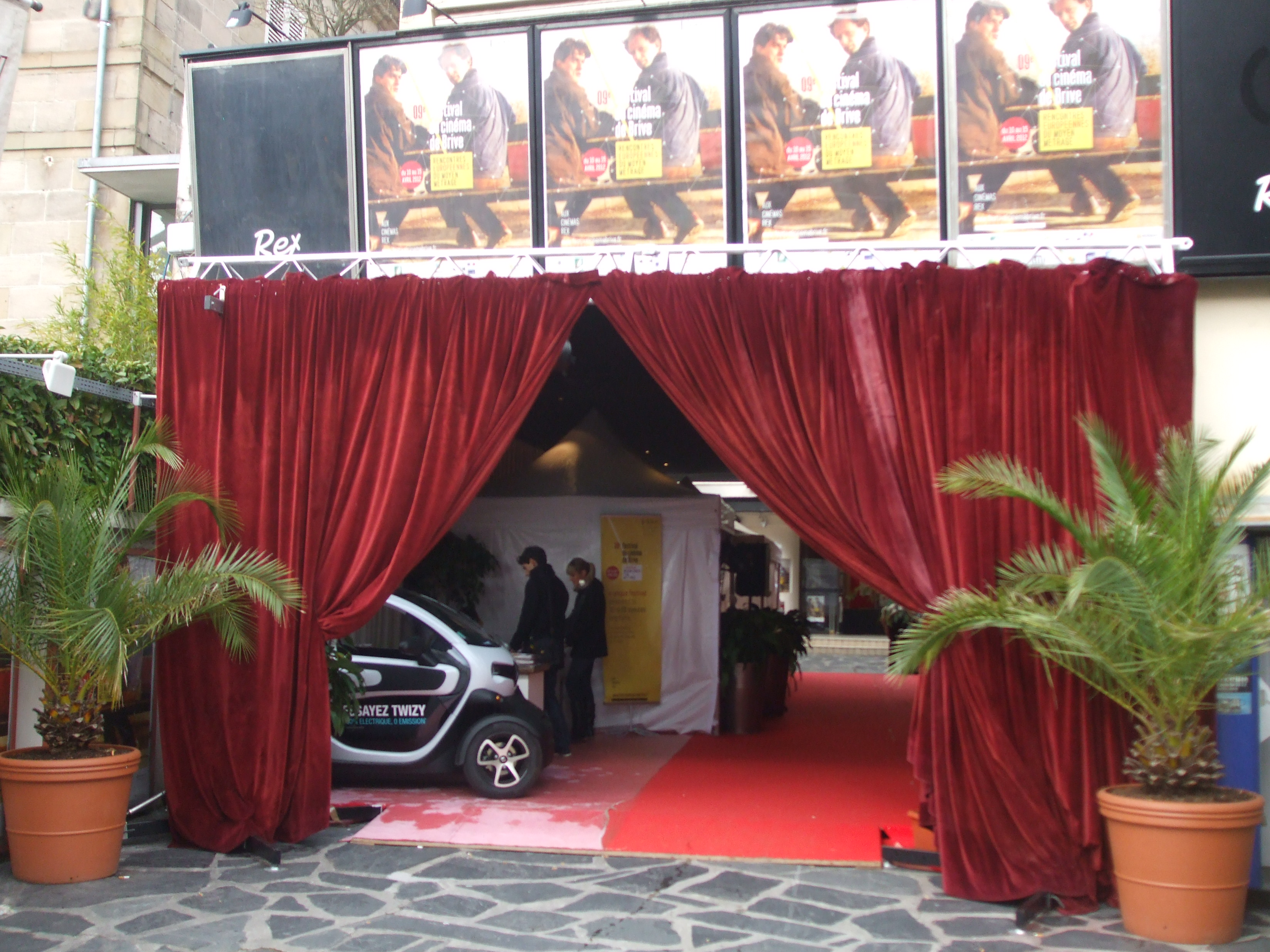
Le cinéma Rex à Brive-la-Gaillarde lors du 9e festival du film de moyen métrage.

Le Festival du cinéma de Brive - Rencontres internationales du moyen métrage, est un festival  de cinéma annuel présentant une sélection de moyens métrages et organisant des rencontres autour de ce format à Brive-la-Gaillarde. Il se déroule au cinéma Rex et dans différents lieux de la ville tels que la médiathèque et le théâtre.

## Présentation
Les moyens métrages, d’une durée de 30 à 60 minutes, sont le support privilégié des débuts du cinéma et un moyen d’expression choisi par de grands cinéastes.
Si le court métrage renaît depuis maintenant une vingtaine d’années, en partie grâce à la création de festivals consacrés à ce format, on[Qui ?] constate un engouement nouveau pour les films courts d’une durée supérieure à 30 minutes. Ceci s’explique par la maturité du secteur du court métrage et l’envie des réalisateurs et des producteurs d’expérimenter d’autres possibilités tant dans la réalisation que dans la façon de produire des films[Interprétation personnelle ?].
Ces films permettent aux auteurs de déployer leur mise en scène, de travailler de manière plus personnelle la narration, d’approfondir leurs personnages et d’aborder de nouveaux sujets.

### Organisation
Créées en 2004 par Katell Quillévéré et Sébastien Bailly au sein de la Société des réalisatrices et réalisateurs de films, les Rencontres du moyen métrage de Brive / Festival du cinéma de Brive sont soutenues par des partenaires institutionnels — la ville de Brive-la-Gaillarde, le département de la Corrèze, la région Nouvelle-Aquitaine, le ministère de la Culture (DRAC), le CNC — ainsi que des entreprises privées.
La programmation propose plus de 100 projections, une compétition de films récents, des thématiques, des hommages, des programmations scolaires, des tables rondes, un ciné-concert, des rencontres entre grand public et professionnels (présentation des films par leurs réalisateurs, producteurs, comédien/s ou techniciens ; débats ; découverte d’œuvres rares…).
C'est le seul festival en Europe entièrement consacré à ce format.

### Compétition
La compétition présente les films récents des jeunes créateurs quel que soit leur genre (la fiction, le documentaire, le film expérimental) et leur support (la pellicule ou la vidéo). Si la compétition fut, dès la troisième édition, ouverte aux films francophones, elle est devenue européenne en 2010 et internationale en 2018.

## Éditions

### 1reédition- 2004 (28 mai -1erjuin)
Jury : Irène Jacob (présidente), Frank Beauvais, Claude Duty, Hélène Fillières, Sylvie Verheyde
- Grand prix du jury : La Peau trouée de Julien Samani
- Prix du jury : Dremano oko de Vladimir Perišić
- Mention du jury : Malika de Pierre Chosson
- Prix du public : Dremano oko de Vladimir Perišić

### 2eédition- 2005 (2-7 juin)
Jury : Claude Miller (président), Jacques Nolot, Pierre-Loup Rajot, Maud Forget, Fabienne Babe
- Grand prix du jury : attribué à l'unanimité à Toi, Waguih de Namir Abdel Messeeh
- Prix du jury : Lettre du dernier étage de Olivier Ciechelski
- Mentions : 
  - Ma Vie est mon vidéo-clip préféré de Show-Chun Lee
  - Vincent Branchet pour son interprétation dans La Ligne de Darielle Tillon et dans L’Origine du monde d'Éric Malabry
- Prix du public : Céleste de Valérie Gaudissart

### 3eédition- 2006 (14-18 juin)
Jury : Mehdi Belhaj Kacem (président), Caroline Ducey, Clotilde Hesme, Thomas Bardinet, Jérôme Beaujour
- Grand prix ex aequo : Cache ta joie de Jean-Baptiste de Laubier et Les Enracinés de Damien Fritsch
- Prix du jury : Manue bolonaise de Sophie Letourneur
- Mentions : 
  - L’actrice Aylin Yay dans La Couleur des mots de Philippe Blasband
  - L’acteur Kris Cuppens dans Folie privée de Joachim Lafosse
- Prix du public : La Couleur des mots de Philippe Blasband

### 4eédition- 2007 (11-16 avril)
Jury : Willy Kurant (président), Catherine Corsini, Sabrina Seyvecou, Manuel Blanc, Roxane Mesquida
- Grand prix : La Main sur la gueule de Arthur Harari
- Prix du jury : A La recherche de son eau de Serge Armel Sawadogo
- Prix spécial du jury : En Service de Cyril Brody
- Mention spéciale : Sur Place de Justine Triet
- Prix du public : En Service de Cyril Brody

### 5eédition- 2008 (23-28 avril)
Jury : Bertrand Burgalat (président), Lola Lafon, Hande Kodja, Jean-Christophe Bouvet, Thierry Jousse, Dominique Pinon
- Grand Prix : Vita di Giacomo de Luca et Diego Governatori
- Prix du jury (ex aequo) : 
  - Entre chiens et loups de Jean-Gabriel Périot
  - Compilation, 12 instants d'amour non partagé de Frank Beauvais
- Prix du Jury Jeunes de la Corrèze : Les Vœux de Lucie Borleteau
- Prix du public : Choisir d'aimer de Rachid Hami
- Prix Cinécinéma : La Neige au village de Martin Rit
- Mention spéciale Cinécinéma : Compilation, 12 instants d'amour non partagé de Frank Beauvais

### 6eédition- 2009 (1er-6 avril)
Jury : Marie Vermillard (présidente), Laurence Côte, Maroussia Dubreuil, Michel Klein, Xavier Lambours
- Grand Prix : La Mort de la gazelle de Jérémie Reichenbach
- Prix du Jury : Correspondances de Eugène Green
- Mention spéciale du Jury: Hiver (Les Grands chats) de Gilles Deroo et Marianne Pistone
- Prix du Jury Jeunes de la Corrèze : Je vous hais petites filles de Yann Gonzalez
- Prix du public : La Vie lointaine de Sébastien Betbeder
- Prix Cinécinéma : La Vie lointaine de Sébastien Betbeder
- Prix du scénario de moyen métrage: Sur le départ (Sonate pour Clarinette et Piano) de Michaël Dacheux et Christophe Pellet

### 7eédition- 2010 (21-26 avril)
Jury : Richard Madjarev (président), Sabrina Seyvecou, Arnaud Fleurent-Didier, Cédric Walter
- Grand Prix Europe : Chansons d'amour et de bonne santé de Joao Nicolau (France-Portugal)
- Grand Prix France : La République de Nicolas Pariser (France)
- Mention spéciale du jury : Out of reach de Jacub Stozek (Pologne)
- Prix du Jury jeunes de la Corrèze : Out of love de Birgitte Staermose (Danemark)
- Mention spéciale Jury jeunes de la Corrèze : Anvers de Martijn Maria Smits (Pays-Bas)
- Prix du public (ex aequo) :
  - Des rêves pour l'hiver d'Antoine Parouty (France)
  - Un transport en commun de Dyana Gaye (France-Sénégal)
- Prix Cinécinéma (ex aequo) :
  - La République de Nicolas Pariser (France)
  - Un transport en commun de Dyana Gaye (France-Sénégal)
- Prix du scénario de moyen métrage : L'Hypothèse du Mokele-Membe de Marie Voignet (France)

### 8eédition- 2011 (6-11 avril)
Jury : Vincent Dietschy (président), Marie Anne Guérin, Marie Denarnaud et Georges Prat
- Grand Prix Europe : Un monde sans femmes de Guillaume Brac
  - I am an Island de Simon Vahine (Mention spécial du jury)
  - Philipp de Fabian Mohrke (Mention pour l'ensemble des acteurs)
- Grand Prix France : Pandore de Virgil Vernier
- Prix du Jury jeunes de la Corrèze : Because we are visual de Olivier Rochette et Gérard-Jan Claes
- Prix Cinécinéma (ex aequo) : 
  - Rammbock de Marvin Kren
  - Un monde sans femmes de Guillaume Brac
- Prix du scénario de moyen métrage : Dieu est mort de Stéphanie Lagarde

### 9eédition- 2012 (10-15 avril)
Cette édition rendait hommage au cinéaste britannique Peter Watkins, dont quatre des reportages-fiction ont été projetés. La rétrospective était consacrée à l'œuvre de Pier Paolo Pasolini, et le « Panorama européen » au jeune cinéma portugais
Jury : Joana Preiss (présidente), Pierre Barouh, Sébastien de Fonseca, Lolita Chammah, Louis Skorecki
- Grand prix Europe : Boro in the Box de Bertrand Mandico
- Grand prix France : Nos fiançailles de Lila Pinell et Chloé Mathieu
- Prix du Jury Jeunes de la Corrèze : Boro in the Box de Bertrand Mandico
- Prix du public : La Vie parisienne de Vincent Dietschy
- Prix Ciné + (la chaîne achète les droits de diffusion) :
  - Vilaine Fille, mauvais garçon de Justine Triet
  - Ce qu'il restera de nous de Vincent Macaigne
- Prix du scénario de moyen-métrage : Bleu, Blanc, Rouge de Xavier Bonnin

### 10eédition- 2013 (2-7 avril)
Jury : Benoît Forgeard (président), François Corgnard, Adélaïde Leroux, Thomas Lévy-Lasne, Marie Masmonteil
- Grand Prix Europe : One song de Catalina Molina
- Grand Prix France : 
  - Mention pour L'âge adulte de Eve Duchemin
- Prix du Jury jeunes de la Corrèze : One song de Catalina Molina
- Mention spéciale Jury jeunes de la Corrèze : Those for whom it's always complicated de Eva Husson
- Prix du public : Je sens le beat qui monte en moi de Yann Le Quellec
- Prix du scénario de moyen métrage : Les Cailloux de Bambéto de Anne Cissé

### 11eédition- 2014 (8-13 avril)
Jury : Diane Baratier (présidente), Hélène Cattet, Séverine Cornamusaz, Christine Gendre, Juliette Grandmont
- Grand Prix Europe : Pride de Pavel G. Vesnakov
  - Mention : The love equation of Henry Fast de Agnieszka Elbanowska
- Grand Prix France : Ennui ennui de Gabriel Abrantes
  - Mention : Les Jours d'avant de Karim Moussaoui
- Prix du Jury jeunes de la Corrèze : Il est des nôtres de Jean-Christophe Meurisse
  - Mention : Les Jours d'avant de Karim Moussaoui
- Prix du public : Joanna de Aneta Kopacz
- Grand Prix Ciné+ : Il est des nôtres de Jean-Christophe Meurisse
- Prix Spécial Ciné+ : Tant qu'il nous reste des fusils à pompe de Caroline Poggi et Jonathan Vinel
- Prix Format Court : Peine perdue d'Arthur Harari
- Prix du scénario de moyen métrage : La Terre penche de Christelle Lheureux

### 12eédition- 2015 (14-19 avril)
Jury : Jean-Pierre Darroussin (président), Marc Collin, Françoise Lebrun, F.J. Ossang et Sarah Leonor
- Grand Prix Europe : Motu Maeva de Maureen Fazendeiro
  - Mention du jury : Vous qui gardez un cœur qui bat d'Antoine Chaudagne et Sylvain Verdet
- Grand Prix France : Comme une grande d'Héloïse Pelloquet
  - Mention du jury : Notre Dame des Hormones de Bertrand Mandico
  - Mention spéciale d'interprétation du jury : Ton cœur au hasard de Aude Léa Rapin
- Prix du Jury jeunes de la Corrèze : Lupino de François Farellacci et Laura Lamanda
  - Mention du Jury Jeunes : Notre Dame des Hormones de Bertrand Mandico
- Prix du public : Comme une grande d'Héloïse Pelloquet
- Grand Prix Ciné+ : Ton cœur au hasard de Aude Léa Rapin
- Prix Spécial Ciné+ : Lupino de François Farellacci et Laura Lamanda
- Prix Format Court : Comme une grande d'Héloïse Pelloquet
- Prix du scénario de moyen métrage : Blind Sex de Sarah Santamaria-Mertens

### 13eédition- 2016 (5-10 avril)
Jury : Pascale Ferran (présidente), Bernard Ménez, Robinson Stévenin, Sandie Bompar, Julien Samani
- Grand Prix Europe : Die Katze de Mascha Schilinski
- Grand Prix France : Vers la tendresse d'Alice Diop
- Prix du Jury : Le Dieu Bigorne de Benjamin Papin
- Prix spécial du Jury : The Masked Monkeys d'Anja Dornieden et Juan David González Monroy
- Prix du Jury jeunes de la Corrèze : Le Jardin d'essai de Dania Reymond
  - Mention spéciale du Jury Jeunes : Die Katze de Mascha Schilinski
- Prix du public : Le Gouffre de Vincent Le Port
- Prix Ciné+ : 
  - La Bande à Juliette d'Aurélien Peyre
  - Le Dieu Bigorne de Benjamin Papin
- Prix Format Court : Le Mali (en Afrique) de Claude Schmitz
- Prix du scénario de moyen métrage : Soleil blanc de Scott Noblet

### 14eédition- 2017 (4-9 avril)
Jury : Bruno Podalydès (président), Damien Bonnard, Laure Calamy, Julia Kowalski, Arthur Harari
- Grand Prix Europe : Rien sauf l'été de Claude Schmitz
  - Mention : Le Film de l'été d'Emmanuel Marre
- Grand Prix France : 
  - À Discrétion de Cédric Venail
  - Madame Saïdi de Bijan Anquetil et Paul Costes
  - Mention : Pas comme des loups de Vincent Pouplard
- Prix du Jury jeunes de la Corrèze : Blind Sex de Sarah Santamaria-Mertens
  - Mention spéciale du Jury Jeunes : Pas comme des loups de Vincent Pouplard
- Prix du public : Valentina de Maximilian Feldmann
- Prix Ciné+ (ex aequo) : 
  - Le Film de l'été d'Emmanuel Marre
  - Après de Wissam Charaf
- Prix des distributeurs : The Hunchback de Gabriel Abrantes et Ben Rivers
  - Mention : Rien sauf l'été de Claude Schmitz
- Prix Format Court : Le Film de l'été d'Emmanuel Marre
  - Mention : Valentina de Maximilian Feldmann
- Prix du scénario de moyen métrage : Le Puissant Royaume de Julien Meynet

### 15eédition- 2018 (3-8 avril)
L'édition 2018 voit l'ouverture de la compétition à l'international
Jury : Romane Bohringer (présidente), Danielle Arbid, Damien Manivel, Miguel Dias, Nanako Tsukidate
- Grand Prix : Rémy de Guillaume Lillo
- Prix du Jury : Derniers jours à Shibati d'Hendrick Dusollier
  - Mention spéciale du jury : Hanne et la fête nationale (contes de juillet) de Guillaume Brac
- Prix du Jury jeunes de la Corrèze : Rémy de Guillaume Lillo
  - Mention spéciale du Jury Jeunes : Marlowe Drive d'Ekiem Barbier, Quentin L'helgoualc'h et Guilhem Causse
- Prix du public : Derniers jours à Shibati d'Hendrick Dusollier
- Grand Prix Ciné+ : Déter de Vincent Weber
- Prix spécial Ciné+ : Coqueluche d'Aurélien Peyre
- Prix de la distribution : Derniers jours à Shibati d'Hendrick Dusollier
  - Mention : Cross d'Idir Serghine
- Prix du scénario de moyen métrage : Mauvais Genre de Sarah Al Atassi
- Prix Maison du Film : Reaktor 4 de Clara Baum

### 16eédition- 2019 (2-7 avril)
Jury : Pierre Salvadori (président), Anaïs Demoustier, Thierry de Peretti, Lætitia Dosch et Katell Quillévéré
- Grand Prix : D’un château l’autre de Emmanuel Marre
- Prix du Jury ex æquo : Juste un jeu de Daniela Lansuizi et Vie et mort d'Óscar Pérez de Romain Champalaune
- Prix du Jury jeunes de la Corrèze ex æquo : Akaboum de Manon Vila et Daniel fait face de Marine Atlan
- Prix du public : Le Chant d’Ahmed de Foued Mansour
- Grand Prix Ciné+ : Braquer Poitiers de Claude Schmitz et Daniel fait face de Marine Atlan
- Prix de la distribution : Topo y Wera de Jean-Charles Hue
- Concours de scénario : Je n’embrasse pas les images de Pascal Hamant
  - Mentions spéciales : Le Varou de Marie Heyse et La Sœur de DiCaprio de Lucie Anton
- Prix Maison du film : Pour le projet : Youssou et Malek de Simon Frenay

### 17eédition- 2020 (28-30 août)
Jury : Bertrand Bonello (président), Vimala Pons, Calypso Valois, Nicolas Pariser, Céline Sallette.
- Grand prix : Sete Anos Em Maio d'Affonso Uchoa
- Prix du Jury : Electric Swan de Konstantina Kotzamani
  - Mention spéciale du Jury : Building Blocks de Wong Chung Yan
- Prix du Jury jeunes de la Corrèze : The Pear and the Fang de Nao Yoshigai
  - Mention spéciale du Jury Jeunes : Electric Swan de Konstantina Kotzamani
- Prix du public à Brive : Jusqu'à l'os de Sébastien Betbeder
- Prix du public à Paris: Pour Elsa de Carmen Leroi
- Grand Prix Ciné+ : Felix in wonderland de Marie Losier
- Prix de la distribution : L'ultimu sognu (dernier rêve à petra bianca) de Lisa Reboulleau
- Prix du scénario de moyen métrage : Des jeunes filles enterrent leur vie  de Maïté Sonnet

### 18eédition- 2021 (28 juin-3 juillet)
Jury : Françoise Etchegaray (présidente), Guillaume Brac, Nine Antico, Guillaume Senez et Audrey Vernon
- Grand Prix : Palma d'Alexe Poukine
- Prix du Jury : Silent Voice de Reka Valerik
- Prix du public : Taking Back the Legislature du collectif Hong Kong Documentary Filmmakers
- Grand Prix Ciné+ : Le Roi David de Lila Pinell
- Prix de la distribution : Palma d'Alexe Poukine

### 19eédition- 2022 (4 avril-9 avril)
Jury : Axelle Ropert (présidente), Yann Gonzalez, Yoann Zimmer, Karim Moussaoui et Vanja Kaludjercic
- Grand Prix : Tamano eizoushishu Nagisa no baiseko de Tetsuichiro Tsuta et Soum d'Alice Brygo
- Prix du jury : A Máquina infernal de Francis Vogner dos Reis
- Prix du public : Hvis du Vidste de Nicolai G.H. Johansen
- Grand Prix Ciné+ : Conte cruel de Bordeaux de Claire Maugendre
- Prix spécial Ciné+ : Planète triste de Sébastien Betbeder

### 20eédition- 2023 (3 avril-8 avril)
Jury : Antoine Barraud (président), Marine Atlan, Bruno Deloye, Hendrick Dussolier et Julie Lecoustre
- Grand Prix : Dhuin d'Achal Mishra
- Prix du jury : Euridice, Euridice de Lola Mure-Ravaud
- Prix du public : Mimi de Douarnenez de Sébastien Betbeder
- Grand Prix Ciné+ : Marinaleda de Louis Séguin

## Autres sections du festival

### Rétrospectives
Chaque année le festival distingue des auteurs en leur consacrant une rétrospective de leurs moyens-métrages. Parmi les hommages rendus ces dernières années : Jean Renoir, Chris Marker, Federico Fellini, Maurice Pialat, Krzysztof Kieslowski, Luis Buñuel, Louis Feuillade, Ingmar Bergman, Alan Clarke, Tod Browning, Lars von Trier, Michael Powell, Éric Rohmer, Jean-Daniel Pollet, Claire Simon, Jonas Mekas, Miloš Forman, Pierre Clémenti, Pierre Schoendoerffer

### Thématiques
Le Festival du cinéma de Brive se propose d'organiser chaque année la diffusion de moyens métrages provenant du monde entier et de toutes époques autour de thèmes. Parmi les thématiques de ces dernières années[source secondaire souhaitée] : Adolescences, Films musicaux, Photographes en mouvements, Être acteur, Cinéma burlesque, Cinéma érotique, Jeune cinéma roumain, Cinéma nordique, Danse contemporaine, Mangas, Jeune cinéma roumain, Jeune cinéma allemand...

### Séances spéciales
Le Festival organise un certain nombre d'avant-premières. Ainsi en 2006 le Festival a été l'occasion de découvrir quelques épisodes de la nouvelle série d'anthologie de l'horreur Masters of horror, diffusée cette année aux États-Unis sur la chaîne premium Showtime[source secondaire souhaitée]. Des programmations présentées par des chaînes de télévisions telles que Canal+ ou France 2 permettent de découvrir les films pré-achetées par celles-ci[pertinence contestée].

### Ciné concert
Depuis sa création, le festival propose un événement populaire, en libre accès et en plein air: le ciné-concert. Le festival est à l'initiative de commandes passées à des musiciens depuis 2006, en partenariat avec la CCAS :
- 2004 – Marc Perrone sur La Petite Marchande d'allumettes de Jean Renoir
- 2005 – Pascal Comelade sur À propos de Nice de Jean Vigo
- 2006 – Olivier Mellano sur Duel de Steven Spielberg
- 2007 – Cyan & Ben sur THX 1138 de George Lucas
- 2008 – Hopper sur Macadam à deux voies de Monte Hellman
- 2009 – This is the hello monster ! sur L’Inconnu de Tod Browning
- 2010 – Laurent Levesque sur Entracte de René Clair, Broadway by light de William Klein et Un moment de silence de Johan van der Keuken
- 2011 – Barbara Carlotti sur Emak Bakia et Étoile de mer de Man Ray et Anemic Cinema de Marcel Duchamp
- 2012 – Phantom and the Ravendove sur The Alphabet de David Lynch, Woton’s Wake de Brian de Palma et Ils attrapèrent le bac de Carl Theodor Dreyer
- 2013 – Christelle Peyrodes et ses choristes sur La Joie de vivre de Anthony Gross et Hector Hoppin, Père et fill de Michael Dudok de Wit, La Ferme de la colline de Marc Baker
- 2014 – Contigence (Julien Gester et Olivier Gonord) sur Meshes of the afternoon de Maya Deren et Alexander Hammid, My name is Oona de Gunvor Nelson, Outer Space de Peter Tscherkassky
- 2015 – Aamourocean accompagne 2 épisodes de la série télévisée d’animation japonaise Mushishi
- 2016 – Laurent Levesque et un quatuor de violoncelles sur Ménilmontant de Dimitri Kirsanoff
- 2017 – Accident du travail sur Claire de Milford Thomas
- 2018 – La Compagnie Lubat sur La Cabina d'Antonio Mercero
- 2019 – Cabaret Contemporain sur Le Ballon rouge d'Albert Lamorisse

### Dialogues entre cinéastes
Il s'agit d'un dialogue libre, en public, entre deux cinéastes (l'un répondant à l'invitation du premier). Ils échangent sur leur parcours, leur façon de travailler.
- 2005 : Bertrand Bonello et Jacques Nolot
- 2006 : Alain Guiraudie et Jean-Claude Brisseau
- 2007 : Christian Vincent et Emmanuel Mouret
- 2008 : Jérôme Bonnell et Brigitte Roüan
- 2009 : Serge Bozon et Vincent Dietschy
- 2010 : Axelle Ropert et Pierre Léon
- 2011 : Lucile Hadzihalilovic, Hélène Cattet et Bruno Forzani
- 2012 : Guillaume Brac et Joachim Lafosse
- 2014 : Nicolas Klotz et Hélèna Klotz
- 2015 : Céline Sciamma et Pierre Salvadori
- 2016 : Thomas Salvador et Jean-Marie Larrieu
- 2017 : Katell Quillévéré et Jacques Audiard
- 2018 : Olivier Assayas et Vincent Macaigne
- 2019 : Thierry de Peretti et Mati Diop
- 2021 : Nicolas Pariser et Mikhaël Hers
- 2022 : Frank Beauvais et Damien Manivel

### Débats
Le festival invite tous les réalisateurs en compétition à venir présenter leurs films au public. C'est aussi l'occasion d'un débat, chaque jour à 18 h 45, pour mieux comprendre le travail du cinéaste.
Le festival propose des tables rondes consacrées à l'actualité de la profession autour des problématiques artistiques ou économiques du court ou du moyen métrage. Ces tables rondes sont proposées en partenariat avec la Société des réalisateurs de films.

### Concerts privés
Le festival propose aux accrédités et invités du festival un moment musical privilégié, en petit comité (une centaine d'invités) en compagnie d'un musicien : Bertrand Burgalat (en 2008), Lola Lafon (en 2008), Christophe (en 2009), Arnaud Fleurent-Didier (en 2010).